# 2982 Muriel
A 2982 Muriel (ideiglenes jelöléssel 1981 JA3) a Naprendszer kisbolygóövében található aszteroida. Carolyn Shoemaker fedezte fel 1981. május 6-án.